# Bantiella fusca
Bantiella fusca es una especie de mantis de la familia Thespidae.

## Distribución geográfica
Se encuentra en la Guayana Francesa y Trinidad y Tobago.